# Pedro Ponce de Cabrera (m. 1358)
Pedro Ponce de Cabrera (m. Córdoba, junio de 1358). Noble de la Casa de Cabrera de Córdoba. Fue hijo de Pedro Ponce de Cabrera y de Constanza Alfonso de Córdoba.
Fue señor de la Casa de Cabrera de Córdoba y de la Torre de Arias Cabrera, y fue ejecutado en Córdoba en 1358 por orden del rey Pedro I de Castilla junto con Fernando Alfonso de Gahete.

## Orígenes familiares
Fue hijo de Pedro Ponce de Cabrera y de Constanza Alfonso de Córdoba, y la mayoría de los historiadores señalan que era nieto por parte paterna de Juan Ponce de Cabrera, ejecutado en Córdoba en 1328 por orden de Alfonso XI de Castilla, y de Inés Enríquez, aunque es posible que esta última hubiera sido hija natural del infante Enrique de Castilla el Senador y de Mayor Rodríguez Pecha, o bien que se tratara de Inés Enríquez de Arana, hija de Enrique Pérez de Arana, repostero mayor del rey Alfonso X y adelantado mayor de Murcia, y de Constanza de Antillón, aunque también cabe la posibilidad de que fuera una única mujer, ya que casualmente ambas se llamaban Inés Enríquez.
Por parte materna era nieto de Alfonso Fernández de Córdoba, señor de Cañete de las Torres y otras villas y adelantado mayor de Andalucía, y de Teresa Jiménez de Góngora, y fue hermano, entre otros, de Beatriz Fernández de Cabrera, que contrajo matrimonio con Alfonso Fernández de Mesa, y de María Pérez Roldán, que contrajo matrimonio con Ruy Ponce de León, señor de la Vega de Ruiponce.
Además, el historiador Iluminado Sanz Sancho afirmó, basándose en diferentes obras y documentos, que tanto él como su abuelo paterno, Juan Ponce de Cabrera, fueron parientes muy cercanos de Fernando Núñez de Cabrera, obispo de Córdoba entre 1346 y 1350, año en que falleció. Y de hecho, dicho prelado y Pedro Ponce de Cabrera fueron sepultados en la capilla de San Ildefonso de la Mezquita-catedral de Córdoba, conocida también como capilla de los Obispos.

## Biografía

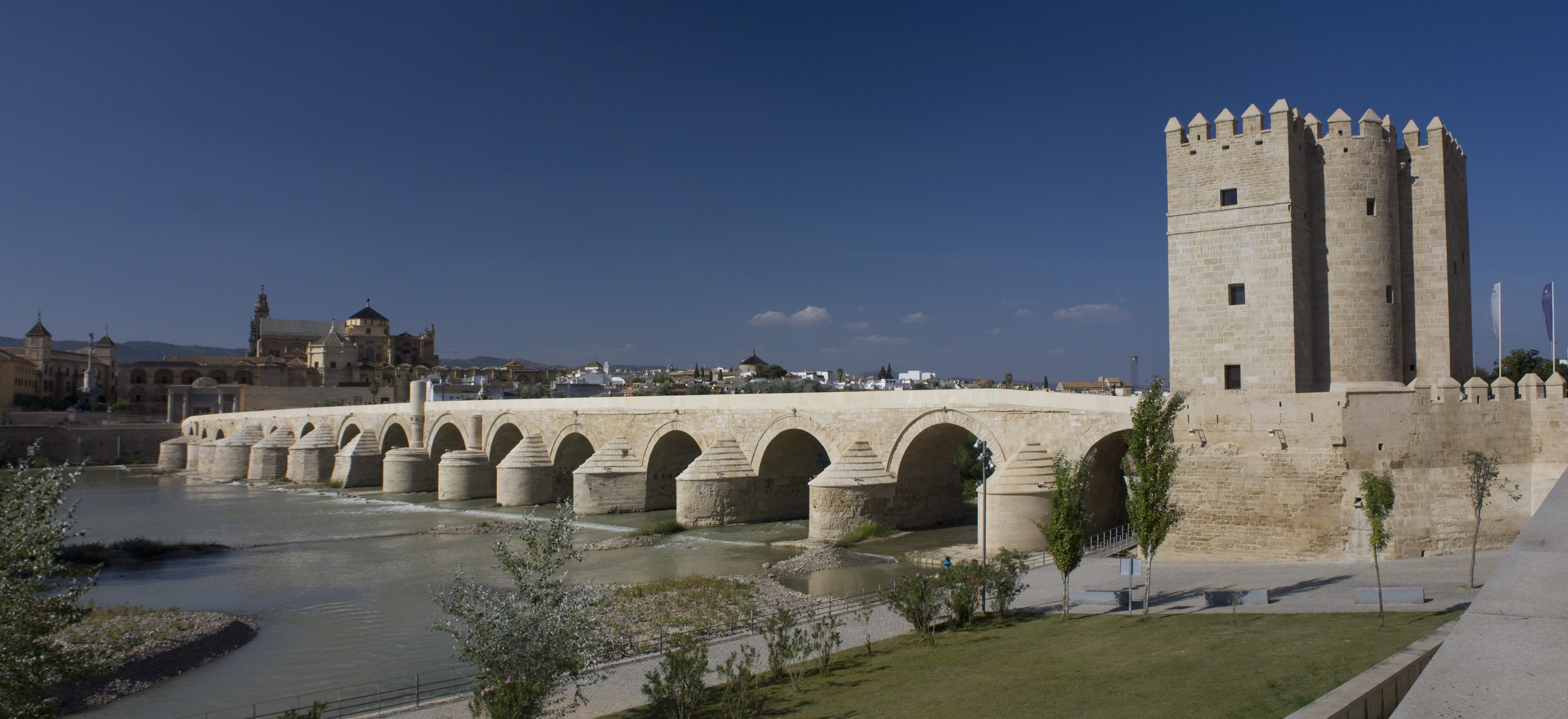
Vista de la torre de la Calahorra y del puente romano de Córdoba.

Se desconoce su fecha de nacimiento. Su padre, Pedro Ponce de Cabrera, fue señor de la Casa de Cabrera en Córdoba y de la Torre de Arias Cabrera y caballero de la Orden de la Banda, y acompañó al rey Alfonso XI en el asedio de Gibraltar, que fue conquistado por los musulmanes en junio de 1333, y también en la batalla del Salado y en el sitio de Algeciras, que comenzó en 1342 y finalizó en 1344 con la conquista de la ciudad por los castellanos, tras casi tres años de asedio. Y aunque se desconoce su fecha de defunción, debió fallecer después de 1344.
A la muerte de su padre, Pedro Ponce de Cabrera heredó sus bienes y pasó a ser señor de la Casa de Cabrera en Córdoba y de la Torre de Arias Cabrera, que pertenece actualmente a los condes de Torres Cabrera y está situada en término municipal de Córdoba y entre esta ciudad y la villa de Espejo, aunque está muy deteriorada y a la espera de ser restaurada. Y el historiador Francisco Ruano afirmó que fue uno de los nobles más poderosos y destacados de Córdoba durante el reinado de Pedro I de Castilla, que subió al trono en marzo de 1350, tras la defunción de su padre, Alfonso XI, que falleció a causa de la peste mientras asediaba Gibraltar.
Pedro Ponce de Cabrera fue uno de los nobles que se opusieron a la separación del rey Pedro I de su esposa legítima, Blanca de Borbón, y por ello se unió a sus parientes de la Casa de Córdoba y a los ricoshombres castellanos que opinaban igual, aunque esa actitud acabó costándole la vida. El día 29 de mayo de 1358, el maestre de la Orden de Santiago, Fadrique Alfonso de Castilla, que era hijo ilegítimo de Alfonso XI y de Leonor de Guzmán y hermanastro de Pedro I, fue asesinado por orden de este último en los Reales Alcázares de Sevilla, y ese mismo día el monarca ordenó que fueran ejecutados en Córdoba Pedro Ponce de Cabrera y Fernando Alfonso de Gahete, y en Villarejo de Salvanés Lope Sánchez de Bendaña, comendador mayor de Castilla en la Orden de Santiago, en Salamanca Alfonso Jofre Tenorio, en Toro Alfonso Pérez Fermosino, y en el castillo de Mora Gonzalo Meléndez de Toledo, según consta en la Crónica del rey Don Pedro:

Otrosi luego ese dia quel Maestre de Santiago murió envió el Rey mandar matar en Córdoba á Pero Cabrera, un caballero que vivía allí, é á un jurado que decían Ferrando Alfonso de Gahete: é envió matar a Don Lope Sánchez de Bendaña Comendador mayor de Castilla, é mataronle en el Villarejo, que es un lugar de la Orden de Santiago suyo del Comendador. É mataron en Salamanca á Alfonso Jufre Tenorio: é mataron en Toro á Alfonso Perez Fermosino: é mataron en el castillo de Mora á Gonzalo Meléndez de Toledo, que estaba y preso. É á estos mandó el Rey matar diciendo que todos fueran en el levantamiento quando en el Regno tomaron algunos la demanda de la Reyna Doña Blanca, según avemos contado: é como quier que los había perdonado, enpero aun non perdiera la saña, segund paresció.

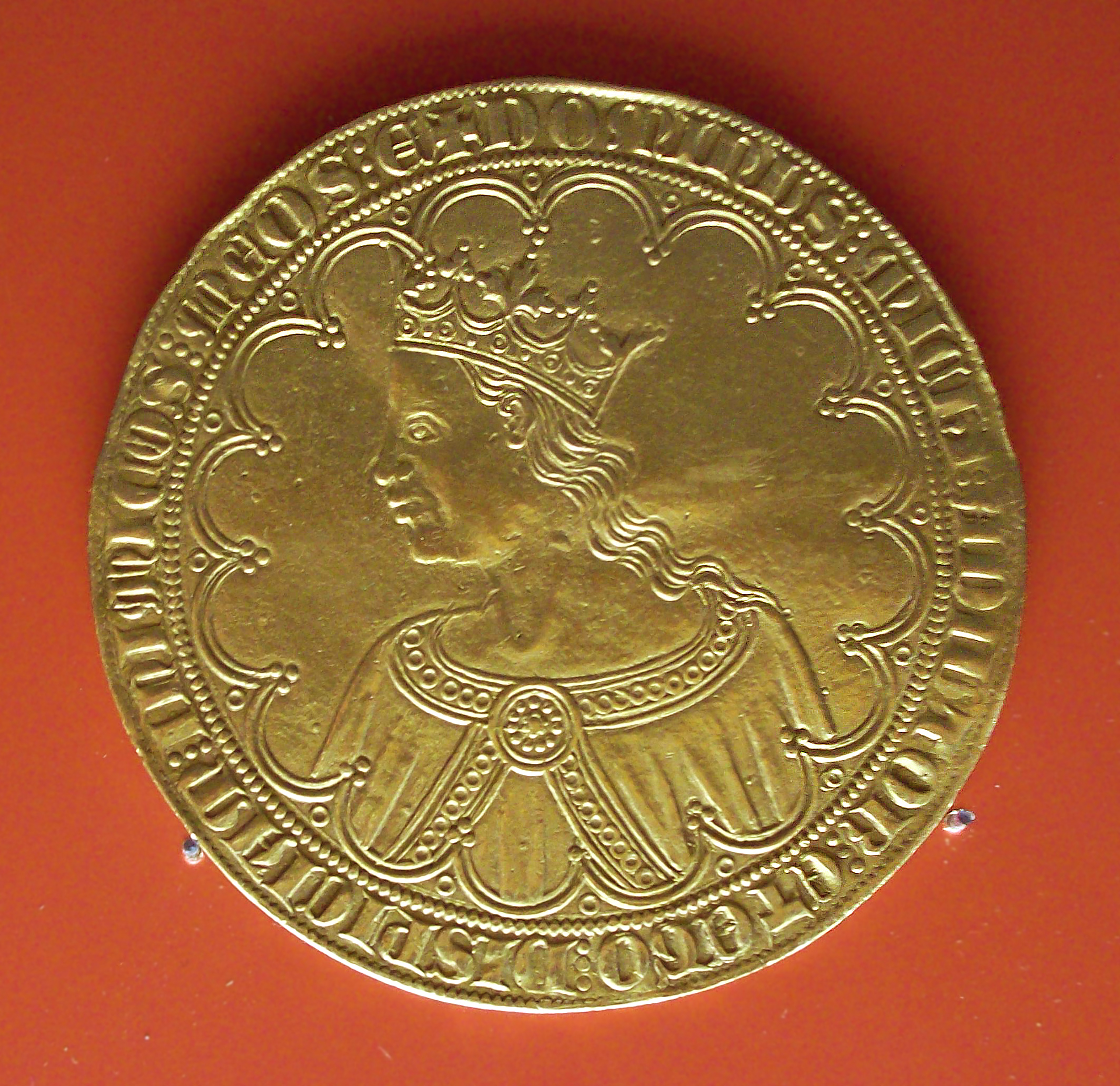
Gran dobla o dobla de a diez de Pedro I de Castilla, hijo y sucesor de Alfonso XI, acuñada en Sevilla en 1360. (M.A.N., Madrid).

Y cumpliendo las órdenes reales, Pedro Ponce de Cabrera y Fernando Alfonso de Gahete fueron decapitados públicamente en la desaparecida plaza del Salvador de Córdoba a principios de junio de 1358, aunque algunos autores, contradiciendo erróneamente la Crónica del rey Don Pedro, afirmaron que Pedro I ordenó que fueran ejecutados el día 27 de mayo y no el 29. Y el mismo día en que ordenó esas muertes el rey abandonó Sevilla y se dirigió a toda prisa hacia el norte para intentar asesinar a otro hermanastro suyo, Tello de Castilla, que era hijo ilegítimo de Alfonso XI y de Leonor de Guzmán, y en siete días consiguió llegar a Aguilar de Campoo, aunque su hermanastro logró escapar y se refugió en Bayona y posteriormente en Aragón junto a su hermano Enrique de Trastámara.
Y el rey, después de perseguir inútilmente a su hermanastro Tello hasta Bermeo, fue reconocido como señor de Vizcaya por los vizcaínos en Guernica, y el día 12 de junio de 1358, en Bilbao, mandó asesinar a su primo, el infante Juan de Aragón, hijo de Alfonso IV de Aragón y de la reina Leonor de Castilla, a la que poco después Pedro I ordenó llevar junto con Isabel de Lara, esposa del infante asesinado, al castillo de Castrojeriz, donde dicha reina sería asesinada en 1359 por orden del rey. Y poco después el rey fue a Burgos, donde permaneció unos ocho días, y estando allí le llevaron, según relata la Crónica del rey Don Pedro, las cabezas de todos los nobles que había ordenado asesinar mientras estaba en Sevilla, contándose entre ellas la cabeza de Pedro Ponce de Cabrera:

É el Rey esto fecho partió de Roa, é tornóse para Burgos, é estovo y unos ocho días, é allí le traxeron las cabezas de Caballeros que mandára matar estonce por el Regno, los quales eran estos: la cabeza de Don Lope Sánchez de Bendaña, Comendador mayor de Castilla, el que diximos que tenia a Segura quando el Rey llegó allí, que estaba y el Maestre de Santiago Don Fadrique, é la cabeza de un Caballero de Toledo que el Rey tenia preso en el castillo de Mora, que decían Gonzalo Meléndez: é la cabeza de Pero Cabrera de Cordoba, é de un jurado de Cordoba que decían Ferrand Alfonso de Gahete, é la cabeza de Alfonso Jufre Tenorio, que mataron en Salamanca por mandado del Rey, é la cabeza de Alfonso Perez Fermosino vecino de Toro.

## Sepultura

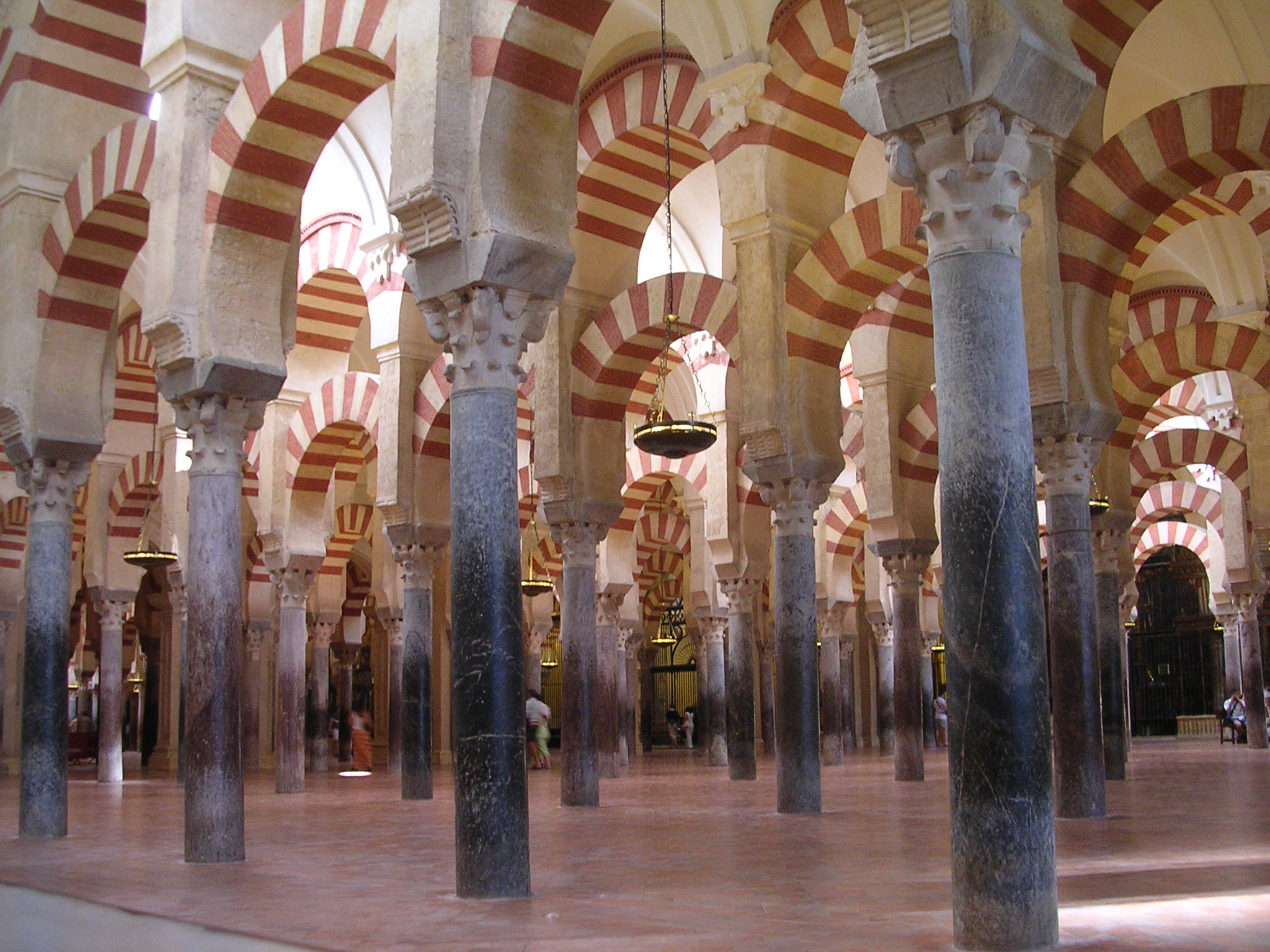
Interior de la Mezquita-catedral de Córdoba, donde fue sepultado Pedro Ponce de Cabrera.

Los cadáveres de Pedro Ponce de Cabrera y de Fernando Alfonso de Gahete fueron sepultados en el convento de San Pablo de Córdoba, situado junto a la plaza del Salvador de dicha ciudad, en la que ambos habían sido ajusticiados. Sin embargo, el cadáver de Pedro Ponce de Cabrera, cumpliendo una de las últimas voluntades de su hijo Juan Enríquez de Cabrera, que otorgó testamento en Córdoba en junio de 1383, fue trasladado varias décadas después de su ejecución «con gran ostentación y pompa fúnebre» a la capilla de San Ildefonso de la Mezquita-catedral de Córdoba, situada en el muro sur o quibla del templo, y que también fue conocida como capilla de los obispos, ya que en ella habían sido sepultados antes de Pedro Ponce de Cabrera los obispos Fernando Núñez de Cabrera, fallecido en 1350 y pariente del ajusticiado, y Martín Jiménez de Argote, sobrino del anterior prelado y fallecido en 1363.
Sin embargo, de la capilla de San Ildefonso únicamente se conservan en la actualidad las lápidas sepulcrales de los dos obispos mencionados anteriormente y la del deán Lope de Sandoval, que está situada delante de la puerta de la capilla y ante el lugar donde estuvo el altar. Y también proceda posiblemente de dicha capilla un relieve en piedra realizado hacia 1507 y que representa la Imposición de la casulla a San Ildefonso, que se expone actualmente en el museo de San Clemente de la catedral.

## Matrimonio y descendencia
Contrajo matrimonio con su prima segunda Violante Enríquez de Castilla, que según algunos autores era hija legítima de Juan Enríquez, alguacil mayor de Toledo, y de María Díaz de Haro. Su esposa era bisnieta por parte paterna del infante Enrique de Castilla el Senador y tataranieta del rey Fernando III, y por parte materna era bisnieta de Diego López V de Haro, señor de Vizcaya. Y fruto de su matrimonio nacieron los siguientes hijos:
- Arias de Cabrera (m. después de 1373). Falleció sin dejar descendencia y durante la primera guerra civil castellana fue partidario, al igual que los miembros de su familia, de Enrique de Trastámara.[34] Otorgó testamento en Toledo el día 1 de enero de 1373, y mandó que su cadáver recibiera sepultura en el mismo lugar donde fuera enterrada su madre, Violante Enríquez, y al mismo tiempo legó diversas cantidades a sus hermanos y a diversos templos, e instituyó como herederos del resto de sus bienes a varios de sus hermanos para que los repartieran equitativamente y a condición de que su madre disfrutara de ellos en tanto durase su vida.[35]
- Juan Enríquez de Cabrera (m. después de 1383). Señor de Nublos y la Serna. Al igual que su hermano mayor, Arias de Cabrera, falleció sin dejar descendencia, y otorgó testamento en Córdoba el día 18 de junio de 1383, y en él lego sus bienes a su hermano Pedro de Cabrera, con la condición de que si faltase su línea o muriese sin dejar sucesión los heredamientos de Nublos y la Serna pasarían a ser de su hermana Beatriz y de sus descendientes.[35] Además, en su testamento legó las casas principales que poseía en Córdoba y otros bienes al convento de la Merced de dicha ciudad, y al convento de San Pablo de Córdoba cuatro hazas de tierra situadas en las cercanías de la ciudad. Y la parte que le correspondía de las Aceñas del Cascajar, que habían pertenecido a su bisabuelo Pedro Pérez Ponce de León, que fue comendador mayor y trece de la Orden de Santiago,[36] la cedió junto con el resto de sus bienes a su hermano Fernando Enríquez, que pasó a ser heredero universal de los mismos.[35]
- Fernando Enríquez de Cabrera (m. después de 1419).[37] Señor de la Casa de Cabrera de Córdoba y de la Torre de Arias Cabrera y caballero de la Orden de Santiago.[38] Contrajo matrimonio con Mayor Venegas, hija de Egas Venegas, primer señor de Luque, y de Beatriz de Tolosan,[39] con quien tuvo varios hijos.[40]
- Pedro de Cabrera. Señor de Nublos y la Serna y veinticuatro de Córdoba. Contrajo matrimonio con Inés Gutiérrez de Porras, hija de Ruy Gutiérrez de Porras, caballero de la Orden de la Banda, y de Isabel Alfonso de Lastres, con quien tuvo varios hijos.[41]
- Beatriz Fernández de Cabrera. Contrajo matrimonio con Juan Gaytán, portero mayor del rey, y «cavallero muy principal» de la ciudad de Toledo, por la que sería procurador en las Cortes de Madrid de 1390.[41]